# Argentario (Trento)
Argentario è la circoscrizione amministrativa numero 6 del comune di Trento.

## Descrizione
Essa comprende le località di Bergamini, Cognola, Maderno, Martignano, Moià, Montevaccino, San Donà di Cognola, San Vito di Cognola, Tavernaro, Villamontagna e Zell.
La sua popolazione nel 2024 era pari a 12.550 persone.
La circoscrizione è anche una sede distaccata della biblioteca comunale di Trento offrendo un patrimonio di circa 28.000 libri organizzati in specifiche sezioni.